# Herbie Blash
Pour les articles homonymes, voir Blash.
Michael Blash dit Herbie Blash (né le 30 septembre 1948) est un directeur de course adjoint et un conseiller de la Fédération internationale de l'automobile pour les courses de Formule 1. 
Il débute dans l’équipe Rob Walker Racing Team avant de rejoindre le Team Lotus comme mécanicien de Graham Hill en 1968 ; il en prend la direction sportive au début des années 1970. Il quitte Lotus pour le Team Politoys, l'écurie de Frank Williams. À partir de 1973, il devient team manager de Brabham Racing Organisation, travaillant pour Bernie Ecclestone et Gordon Murray jusqu'en 1988. 
De 1995 à fin 2016, il est directeur de course adjoint de la FIA pour les courses de Formule 1,,. Il reprend ses fonctions pour la FIA auprès de la Formule 1 lors du championnat 2022, en tant que conseiller principal permanent de la direction de course.

## Carrière
À 17 ans, Blash est recruté comme mécanicien du Rob Walker Racing Team ; il travaille alors pour Joseph Siffert et Joakim Bonnier. En 1968, chez Team Lotus, il est nommé mécanicien de course de Graham Hill puis de Jochen Rindt un an plus tard. À la mort de Rindt pendant les qualifications du Grand Prix automobile d'Italie 1970, Blash prend les responsabilités du management jusqu'à ce qu’il soit limogé avec de nombreux autres membres de l'équipe. En 2010, 28 ans après la mort de Chapman, il déclare : « Colin Chapman était comme Dieu le Père, pour nous. Il demandait à son personnel un réel abandon de soi. J’ai commencé chez Lotus un lundi matin. Lorsque je suis revenu chez moi, on était déjà le mercredi soir ! »
De 1973 à 1988, il est team manager de Brabham, alors aux mains de Bernie Ecclestone et Gordon Murray. L'équipe remporte le championnat du monde avec Nelson Piquet en 1981 et 1983.
Lorsque Brabham, en déliquescence, est racheté par le financier suisse Joachim Luhti, il rejoint la Formula One Constructors Association (FOCA) pour la saison 1989. Luhti arrêté pour malversations, il revient comme directeur sportif pour tenter de reconstruire l'équipe. Il devient ensuite directeur sportif chez Yamaha Motor Company, en relation étroite avec Jordan Grand Prix et, plus tard, Tyrrell Racing. 
À partir de décembre 1995, Blash intègre la Fédération Internationale de l'Automobile comme directeur de course pour la Formule 1. Le 5 juillet 2016, la FIA annonce sa retraite à la fin de la saison,. Il reprend ses fonctions pour la FIA auprès de la Formule 1 lors du championnat 2022, en tant que conseiller principal permanent de la direction de course auprès des deux directeurs de course (Eduardo Freitas et Niels Wittich qui doivent officier en alternance sur les 23 manches de la saison) nommés en remplacement de Michael Masi.